# Chera (bướm đêm)
Chera  là một chi bướm đêm thuộc họ Noctuidae.